# Обрядчиков, Сергей Николаевич
Сергей Николаевич Обрядчиков (8 марта 1903, Нижний Новгород — 21 сентября 1951, Москва) — советский учёный и педагог, доктор технических наук, специалист в области перегонки и ректификации, термических и термокаталитических процессов переработки нефтяного сырья, автор первого[где?] учебника по деструктивным процессам технологии нефти.

## Даты жизни и трудовой деятельности
- 8 марта 1903 год — родился в городе Нижний Новгород в семье служащего.
- 1921—1927 — учился на химическом факультете Нижегородского университета.
- 1927—1932 — учился в аспирантуре, стажировался и работал в центральной лаборатории «Грознефти», работал в ГрозНИИ, получил учёное звание доцента.
- 1940 — издал учебник «Технология нефти, часть II (деструктивные процессы)».
- 1932—1941 — работал в МНИ в должности доцента.
- 1935 — получил учёное звание профессора.
- 1941 — защитил докторскую диссертацию «Материальные балансы крекинга и глубина крекинга за цикл».
- 1945 — награждён орденом Трудового Красного Знамени.
- 21 сентября 1951 — скончался после тяжёлой продолжительной болезни. Похоронен на Донском кладбище в Москве.

## Научно-производственные и общественные достижения
Автор более 14 монографий и учебников. Основные:
- Саханов А. Н., Тиличеев М. Д., Обрядчиков С. Н. Крекинг в жидкой фазе. — М.-Л.: Гос. науч.-тех. нефтяное изд-во, 1930.
- Обрядчиков С. Н., Карасёва А. А. Основные проблемы ректификации масел. Баку, 1932. 74 с.
- Саханов А. Н., Обрядчиков С. Н. Конструкция и расчёт печей для трубчатых установок. — М.-Л.: Гос. науч.-тех. нефтяное изд-во, 1932. 139 с.
- Обрядчиков С. Н. Об унификации тепловых расчётов. М.-Л.: Гос. науч.-тех. нефтяное изд-во, 1932. 32 с.
- Сельский Г. И., Обрядчиков С. Н., Хохряков П. А. Нефть и её переработка. — М.-Л.: Гос. науч.-техв. нефтяное изд-во, 1933. 165 с.

## Учёные степени и звания
- Доцент (1932)
- Профессор (1935)